# Ilya Trunin
Ilya Aleksandrovich Trunin (tiếng Nga: Илья Александрович Трунин; sinh ngày 25 tháng 5 năm 1992) là một thủ môn bóng đá người Nga thi đấu cho FC Fakel Voronezh.

## Sự nghiệp câu lạc bộ
Anh có màn ra mắt tại Russian Second Division cho FC Sibir-2 Novosibirsk vào ngày 23 tháng 4 năm 2011 trong trận đấu với FC KUZBASS Kemerovo.